# Nokia Lumia 510
El Nokia Lumia 510 és un telèfon intel·ligent amb Windows Phone 7 desenvolupat per Nokia dissenyat específicament per a mercats en desenvolupament, com Xina, Índia, Àsia-Pacífic i Amèrica Llatina executant el sistema operatiu Windows Phone 7.5 (més tard Windows Phone 7.8). Presentat el 23 de setembre de 2012, va ser llançat al novembre del mateix any.
El telèfon comparteix les limitacions del Nokia Lumia 610, com ara no poder executar totes les aplicacions de Windows Phone i no poder executar totes les tasques de fons.
Phone Arena ha criticat la manca per a l'expansió d'emmagatzematge microSD donat tan poc emmagatzematge intern, la manca de flaix de la càmera, la falta d'una càmera frontal, la captura de vídeo de baixa resolució i massa poca memòria RAM (256 MB de memòria RAM) que fa que el telèfon es posi lent i impedeixi executar algunes aplicacions.
El 25 de febrer de 2013 es va presentar el Nokia Lumia 520, el successor del Nokia Lumia 510. Les millores són Windows Phone 8, chipset Qualcomm S4 dual-core d'1 GHz, 512 MB de RAM, una millor pantalla IPS i suport per a targetes microSD de fins a 64 GB.

## Especificacions

### Maquinari
El Lumia 505 té una pantalla TFT de 4.0 polzades capacitiva. Està alimentat per un processador Cortex-A5 Qualcomm Snapdragon S1 de 800 MHz, 256 MB de memòria RAM i 4 GB d'emmagatzematge intern. Té una bateria Li-Ion de 1.300 mAh i una càmera posterior de 5 megapíxels. Està disponible en blanc, cian, negre, vermell i groc.

### Programari
El Lumia 510 s'envia amb Windows Phone 7.8.